# Gartenallee in Rueil
Als Gartenallee in Rueil (französisch Une allée du jardin de Rueil) werden drei Gemälde im Œuvre des französischen Malers Édouard Manet bezeichnet. Die Bilder zeigen aus ähnlichem Blickwinkel einen sommerlichen Garten mit üppiger Vegetation und einem Haus im Hintergrund. Der Künstler schuf die drei Gemälde 1882 im Pariser Vorort Rueil, wo er sich zur Kur aufhielt. Die in Öl auf Leinwand gemalten Werke sind beispielhaft für den impressionistischen Stil der letzten Lebensjahre Manets. Zwei Gemälde dieser Reihe gehören öffentlichen Sammlungen: Im Kunstmuseum Bern gibt es eine 82 × 66 cm große Fassung, im Musée des Beaux-Arts in Dijon befindet sich eine 61 × 50 cm große Version. Der Verbleib einer weiteren Variante mit den Abmessungen 81 × 65 cm ist nicht bekannt.

## Bildbeschreibungen
Von den drei Ansichten der Gartenallee in Rueil ist nur die Version im Kunstmuseum Bern signiert. Die unten rechts auf der Leinwand befindliche Kennung „Manet“ kann als Zeichen dafür gelesen werden, dass der Maler diese Version als vollendet betrachtet hat, während die anderen Bilder der Reihe skizzenhafter gehalten sind. Eine freie Malweise mit spontan aufgetragenen Farbtupfen und verschwommenen Konturen findet sich hingegen in allen drei Varianten. Diese Malweise und das en plein air erfasste sommerliche Motiv sind typische Merkmale des Impressionismus.
In der Fassung im Kunstmuseum Bern zeigt Manet einen breiten hellen Weg, der von der linken unteren Ecke diagonal zur rechten Seite führt und dort hinter Buschwerk verschwindet. Ob der Weg zu dem im Hintergrund zu sehenden Haus führt, oder daran vorbei geht, wird nicht deutlich. Zu beiden Seiten des Weges findet sich in unterschiedlichen Grüntönen eine üppige Vegetation in vollem Sommerlaub. Im Vordergrund sind Blätter und Sträucher erkennbar, dahinter stehen verschiedene Bäume. Markant ist ein dunkler Baumstamm in der linken Bildhälfte, dessen Krone vom oberen Bildrand abgeschnitten wird. Ein von rechts in die Szenerie ragender Ast mit reichlich Blattwerk verdeckt nahezu das Haus im Hintergrund. Dessen Fassade in Gelb und Rot setzen sich kontrastreich vom vorherrschenden Grün des Bildes ab. Ein weiterer Farbakzent ist der in hellem Blauton gehaltene Himmel, der auf der rechten Seite durch einzelne Lücken im Laubwerk hervorschaut. Besonders in der Ausführung des Weges zeigt Manet in diesem Bild das Spiel von Licht und Schatten. So finden sich sonnenbeschienene Flecken in hellem Sandfarben und schattige Bereiche in bläulicher Farbgebung.
Die Version des Motivs im Museum von Dijon ist eine Variation des Gemäldes in Bern; zugleich ist das Format deutlich kleiner als bei den anderen beiden Fassungen. Die Ausführung erfolgte mit einem insgesamt spontanen Farbauftrag – die Kunsthistorikerin Françoise Cachin spricht von einer „rasanten Skizze“. Der Blickwinkel auf den Garten ist etwas versetzt zur Version in Bern und der große Baum in der Bildmitte erscheint nun vor dem Haus. Von der Baumkrone ist deutlich mehr auf der Bildfläche zu sehen, der nun blau-weiße Himmel erscheint in der linken oberen Ecke und ein Fenster mit geöffnetes Fensterläden ist in der rechten oberen Ecke zu erkennen. Die Kunsthistorikerin Sylvie Patry wies darauf hin, dass die Szenerie frei von Menschen ist und erkennt eine Atmosphäre der Einsamkeit.
Über die dritte Fassung des Motivs, deren Verleib unbekannt ist, gibt es nur wenige Informationen. Neben den überlieferten Maßangaben existiert nur eine Schwarzweiss-Fotografie, die kurz nach Manets Tod aufgenommen wurde. In dieser Fassung des Motivs wiederholen sich Elemente, wie sie auch in den andere Varianten zu sehen sind. Das Haus nimmt hier jedoch einen größeren Bereich des Hintergrundes ein. Davor ist mittig wiederum ein Baumstamm mit angeschnittener Baumkrone erkennbar. Der Himmel erscheint erneut links in der oberen Ecke, der Weg im Vordergrund ist ähnlich breit wie in der Berner Fassung.
Für Françoise Cachin sind die Gemälde mit dem Motiv der Gartenallee in Rueil Manets „Versuche, das farbige Geflimmer des Laubwerks, durch das man Teile des Hauses erkennt, in Malerei umzusetzen“. Der Museumsdirektor Gerhard Finckh bescheinigte Manets Gartenbildern aus Rueil, es erscheine „darin doch noch einmal sein ganzes malerisches Können wie verdichtet zu einem kleinen, aber prächtigen Feuerwerk“. Sein Kollege Max Huggler würdigte die Qualität der Berner Fassung als „volle Demonstration des Naturempfindens einer glücklichen Zeit und eines glücklichen Temperamentes“.

## Manets Gartenbilder aus Rueil
Manet hielt sich von Juli bis Oktober 1882 in Rueil zur Kur auf. Für den Aufenthalt hatte er für sich und seine Familie ein Haus in der Rue du Château Nr. 18 gemietet. Bereits in den Jahren zuvor verbrachte er die Sommermonate im Pariser Umland, um Linderung für seine Beschwerden zu finden. So kam er zu hydrotherapeutischen Anwendungen 1879 und 1880 nach Bellevue und 1881 nach Versailles. Diese brachten ihm jedoch nur vorübergehende Linderung seiner Schmerzen und keine Heilung. Während er zunächst wegen Rheuma behandelt wurde, stellte sich später heraus, dass er an den Folgen einer seinerzeit unheilbaren Syphilis-Erkrankung litt. Manet hatte insbesondere starke Schmerzen im Bein und konnte sich nur mühsam mit Hilfe eines Stocks fortbewegen. Trotz der Krankheit war Manet in Rueil überaus produktiv und er schuf eine Reihe von Stillleben mit Blumen oder Früchten. Darüber hinaus verbrachte er die Zeit bei gutem Wetter im Garten des Hauses, wo insgesamt acht Gemälde entstanden. Hierzu gehören das Landhaus in Rueil in zwei Varianten (Nationalgalerie, Berlin und National Gallery of Victoria, Melbourne).

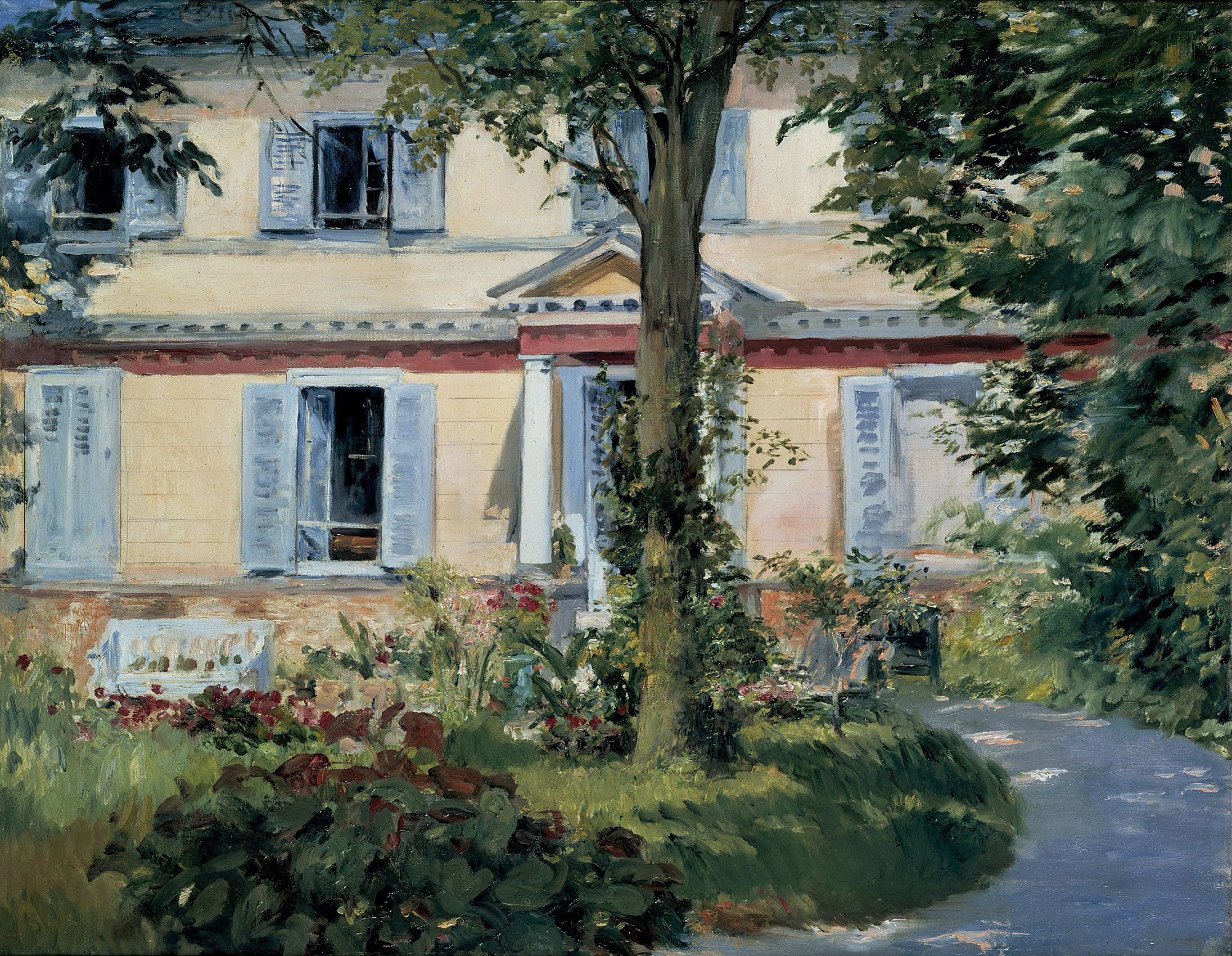
Édouard Manet: Landhaus in Rueil, 1882, Nationalgalerie, Berlin
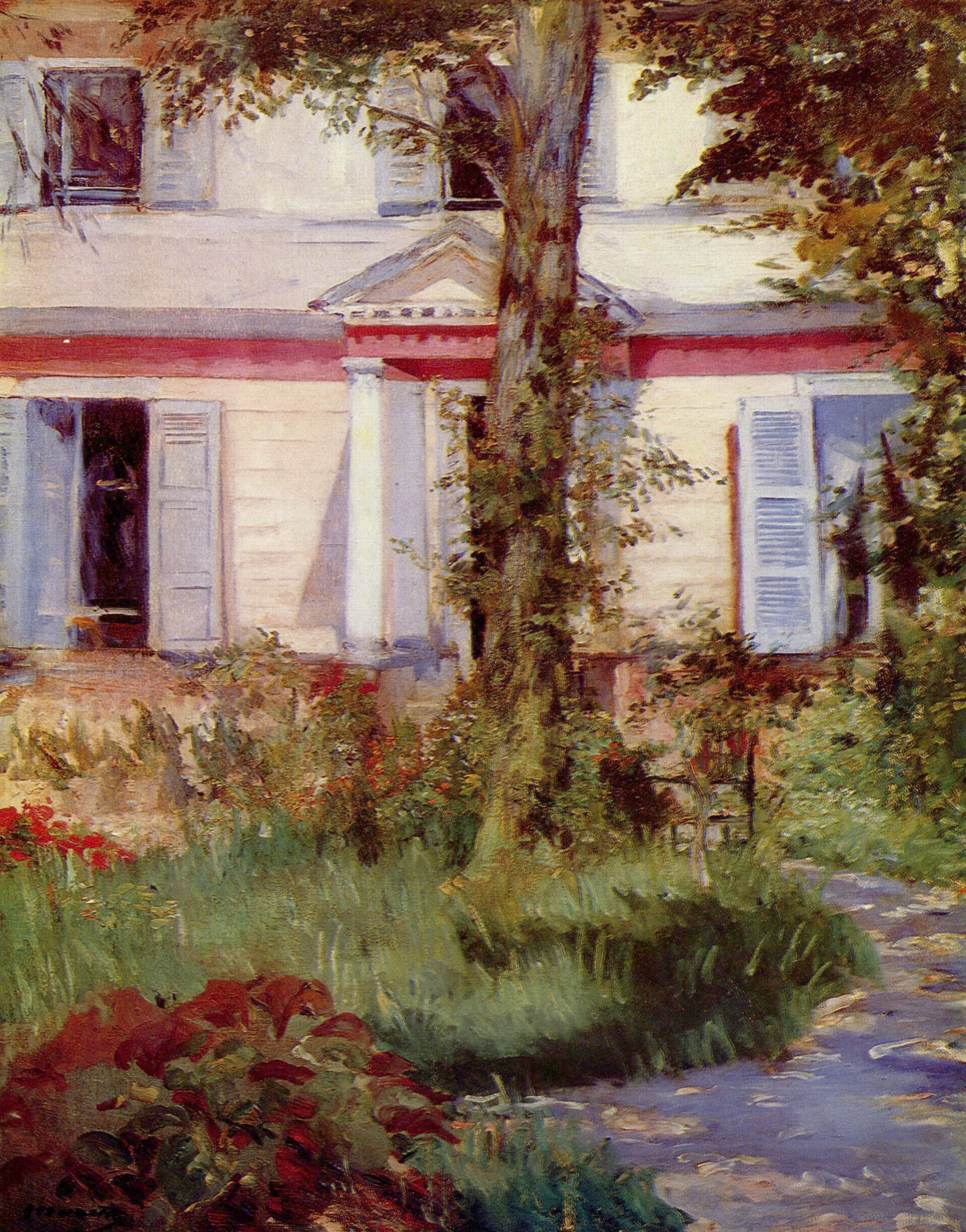
Édouard Manet: Landhaus in Rueil, 1882, National Gallery of Victoria, Melbourne

Darüber hinaus entstanden in Rueil sechs Ansichten des Gartens aus jeweils verändertem Blickwinkel. Hierzu gehören die Motive Gartenecke, Gartenecke in Rueil, Bank unter Bäumen (alle in Privatsammlungen) und die drei Bilder der Gartenallee in Rueil. Die Kunsthistorikerin Françoise Cachin hat vermutet, die drei Ansichten der Gartenallee seien möglicherweise vorbereitende Skizzen für die Bilder der Landhausmotive. Ihre Kollegin Syvie Patry sah hierfür jedoch keinen zwingenden Grund. Anne Coffin Hanson sah in den Bildern aus Rueil Manets „fortwährende Fähigkeit, sein eigenes Leiden zu überwinden und die natürlichen Schönheiten des Lebens um ihn herum zu entdecken.“

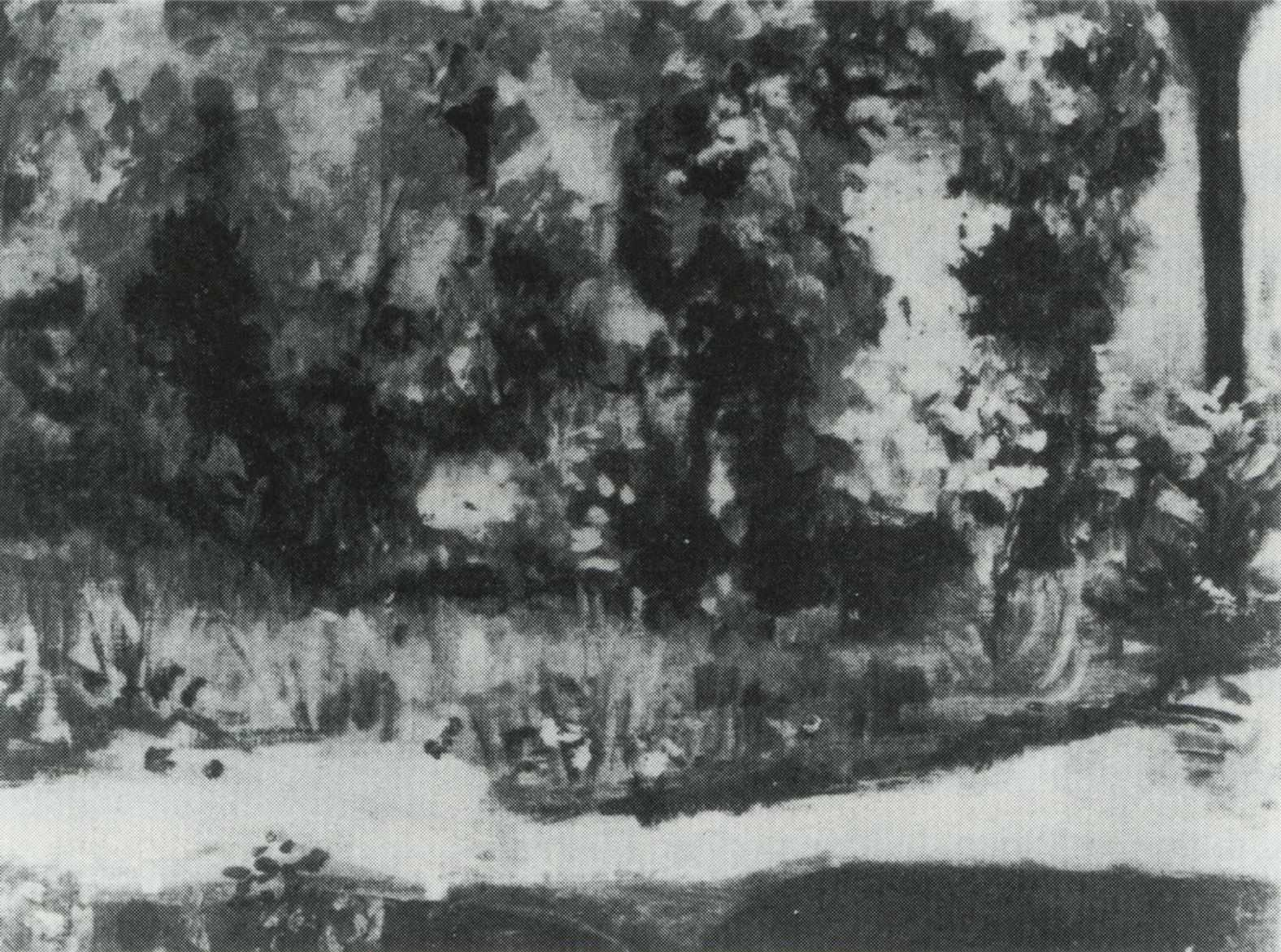
Édouard Manet: Gartenecke, 1882, Privatsammlung
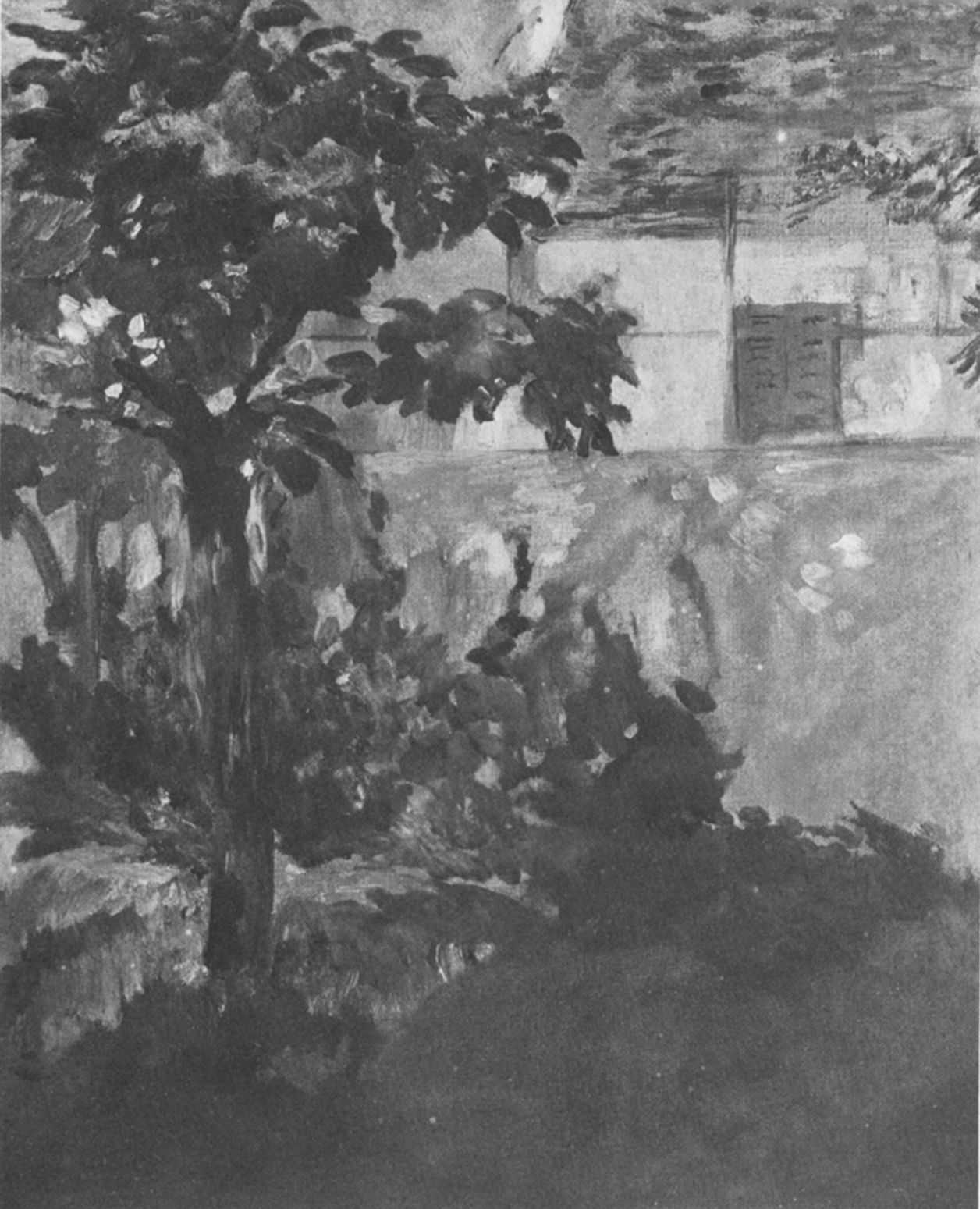
Édouard Manet: Gartenecke in Rueil, 1882, Privatsammlung
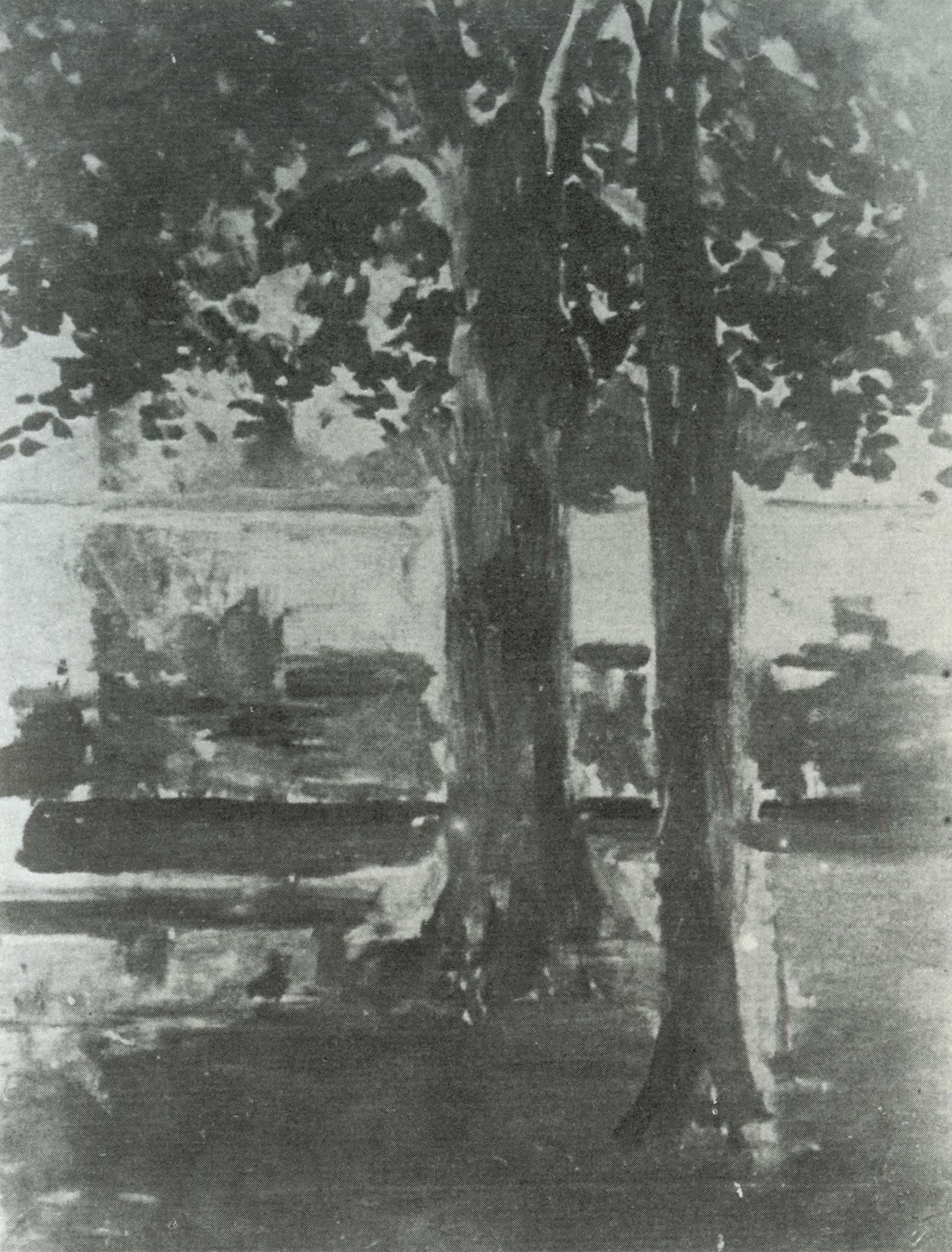
Édouard Manet: Bank unter Bäumen, 1882, Privatsammlung

## Provenienz
Die heute im Kunstmuseum Bern ausgestellte Version des Motivs Gartenallee in Rueil befand sich 1883 als Nr. 50 im Nachlass der Künstlers. Dort wurde es als Fouillis (Rueil, paysage) bezeichnet und auf einen Wert von 50 Franc geschätzt. Bei der Versteigerung von Manets Atelierbestand am 3. und 5. Februar 1884 im Auktionshaus Hôtel Drouot erwarb der Opernsänger Jean-Baptiste Faure das dort als Nr. 72 angebotene Gemälde für 780 Franc. Faure war einer der ersten Sammler von Manets Werken und trug mehr als 60 seiner Gemälde zusammen. Faure verkaufe das Gemälde 1900 an den Kunsthändler Paul Durand-Ruel. 1906 kam es nach Berlin, wo das Bild der Kunsthändler Paul Cassirer in seinem Kunstsalon zeigte. Als nächster Besitzer trat 1911 der Berliner Versicherungsunternehmers Otto Gerstenberg in Erscheinung, in dessen umfangreicher Sammlung sich mehrere Gemälde Manets befanden. Nach Gerstenbergs Tod 1935 ging die Sammlung in den Besitz seiner Tochter Margarethe Scharf über. Zahlreiche bedeutende Werke dieser Sammlung wurden nach dem Ende des Zweiten Weltkrieges als Beutekunst in die Sowjetunion verbracht; einen Teil der Werke konnte Margarethe Scharf jedoch aus Berlin nach Bayern verbringen, darunter Manets Gartenallee in Rueil. Später verkaufte sie das Bild an den in der Schweiz lebenden Kunsthändler Fritz Nathan, der es 1955 für 160.000 Schweizer Franken an das Kunstmuseum Bern vermittelte.
Die heute im Musée de Beaux-Arts in Dijon aufbewahrte Fassung befand sich ebenfalls im Nachlass des Künstlers. Dort war sie als Nr. 41 gelistet, trug die Bezeichnung Paysage de Rueil und wurde auf 200 Franc geschätzt. In der Nachlassauktion 1884 erwarb der mit Manet befreundete Arzt und Kunstsammler Albert Robin das dort als Nr. 73 vermerkte Gemälde und zahlte hierfür 340 Franc. Nach seinem Tod 1928 übergab sein Sohn André Robin eine Reihe von Werken aus der Sammlung des Vaters – darunter Manets Gartenallee in Rueil – an das Musée de Beaux-Arts in Dijon.
Über den Verbleib der dritten Version des Motivs Gartenallee in Rueil ist wenig bekannt. Es war zunächst zum Verkauf in der Nachlassauktion 1884 vorgesehen und trug dort die Los-Nummer 74. Das Werk wurde jedoch vor der Versteigerung von der Familie Manet zurückgezogen und durch das Gemälde  Frau mit Hunden ersetzt. Danach verliert sich die Spur des Bildes.